# كلوز هولم
كلوز هولم (بالألمانية: Claus Holm)‏ (و. 1918 – 1996 م) هو ممثل تلفزي، ومؤدي أصوات، وممثل مسرحي، وممثل أفلام ألماني، ولد في بوخوم، توفي في برلين، عن عمر يناهز 78 عاماً.

## وصلات خارجية
- كلوز هولم على موقع IMDb (الإنجليزية)
- كلوز هولم على موقع روتن توميتوز (الإنجليزية)
- كلوز هولم على موقع ألو سيني (الفرنسية)
- كلوز هولم على موقع أول موفي (الإنجليزية)
- كلوز هولم على موقع قاعدة بيانات الأفلام السويدية (السويدية)
- كلوز هولم على موقع قاعدة بيانات الفيلم (الإنجليزية)
- كلوز هولم على موقع كينوبويسك (الروسية)